# Agabus erytropterus
Agabus erytropterus är en skalbaggsart som först beskrevs av Thomas Say 1823.  Agabus erytropterus ingår i släktet Agabus och familjen dykare. Inga underarter finns listade i Catalogue of Life.